# Charadrius montanus
Il corriere montano (Charadrius montanus, Townsend 1837) è un uccello della famiglia dei Charadriidae.

## Sistematica
Charadrius montanus non ha sottospecie, è monotipico.

## Distribuzione e habitat
Questo uccello nidifica in Canada (Alberta meridionale e Saskatchewan sudoccidentale), nel Wyoming, nel Montana centro-orientale, nel Nebraska sudoccidentale, nel Colorado orientale, nel Kansas sudoccidentale, in Nuovo Messico e Oklahoma. Sverna nella California meridionale fino alla Bassa California, e a est nell'Arizona e nel Texas meridionali e nel Messico settentrionale fino agli stati di Zacatecas e San Luis Potosí.